# Kabinett Gabriel
Das Kabinett Gabriel bildete vom 15. Dezember 1999 bis zum 4. März 2003 die Niedersächsische Landesregierung. Sigmar Gabriel wurde am 15. Dezember 1999 zum Ministerpräsidenten gewählt. Gemäß Artikel 29 der Niedersächsischen Verfassung berief er die Minister. Mit ihnen zusammen bildete er nach Artikel 28 der Niedersächsischen Verfassung die Landesregierung von Niedersachsen. Eine Umbildung der Regierung erfolgte Ende des Jahres 2000, die Vereidigung der neu ernannten Minister vor dem Niedersächsischen Landtag am 13. Dezember 2000.
Das Kabinett endete regulär mit der Landtagswahl 2003.
| Amt/Ressort                              | Name                                         | Partei | Partei    |
| ---------------------------------------- | -------------------------------------------- | ------ | --------- |
| Ministerpräsident                        | Sigmar Gabriel                               |        | SPD       |
| Stellvertreterin des Ministerpräsidenten | Heidrun Merk (bis 12. Dezember 2000)         |        | SPD       |
| Stellvertreterin des Ministerpräsidenten | Renate Jürgens-Pieper (ab 13. Dezember 2000) |        | SPD       |
| Inneres                                  | Heiner Bartling                              |        | SPD       |
| Wirtschaft, Technologie und Verkehr      | Peter Fischer (bis 12. Dezember 2000)        |        | SPD       |
| Wirtschaft, Technologie und Verkehr      | Susanne Knorre (ab 13. Dezember 2000)        |        | parteilos |
| Ernährung, Landwirtschaft und Forsten    | Uwe Bartels                                  |        | SPD       |
| Finanzen                                 | Heinrich Aller                               |        | SPD       |
| Justiz                                   | Wolf Weber (bis 12. Dezember 2000)           |        | SPD       |
| Justiz                                   | Christian Pfeiffer (ab 13. Dezember 2000)    |        | SPD       |
| Kultus                                   | Renate Jürgens-Pieper                        |        | SPD       |
| Wissenschaft und Kultur                  | Thomas Oppermann                             |        | SPD       |
| Umwelt                                   | Wolfgang Jüttner                             |        | SPD       |
| Frauen, Arbeit und Soziales              | Heidrun Merk (bis 12. Dezember 2000)         |        | SPD       |
| Frauen, Arbeit und Soziales              | Gitta Trauernicht (ab 13. Dezember 2000)     |        | SPD       |
| Bundes- und Europaangelegenheiten        | Wolfgang Senff                               |        | SPD       |